# Рукомет за жене на Летњим олимпијским играма 1976.
Рукомет у женској конкуренцији је први пут укључен на Олимпијске игре у Монтреалу 1976. године. Такмичење је одржано од 20. јула до 28. јула 
Такмичило се 6 екипа. Играло се у једној групи по једноструком бод систему (свако са сваким по једну утакмицу). Пласман екипа у оквиру групе био је и коначан редослед екипа у рукомету за жене на олимпијским играма.

## Резултати
| Датум   | време | 1. екипа        | Резултат | 2. екипа        |
| 20. јул | 17,30 | Мађарска        | 25 : 18  | Јапан           |
|         | 17,30 | Совјетски Савез | 21 : 3   | Канада          |
|         | 17,30 | Источна Немачка | 18 : 12  | Румунија        |
| 22. јул | 17,30 | Совјетски Савез | 14 : 8   | Румунија        |
|         | 17,30 | Источна Немачка | 24 : 10  | Јапан           |
|         | 17,30 | Мађарска        | 24: 3    | Канада          |
| 24. јул | 17,30 | Источна Немачка | 29 : 4   | Канада          |
|         | 17,30 | Румунија        | 21 : 20  | Јапан           |
|         | 17,30 | Совјетски Савез | 12 : 9   | Мађарска        |
| 26. јул | 17,30 | Румунија        | 17 : 11  | Канада          |
|         | 17,30 | Источна Немачка | 7: 7     | Мађарска        |
|         | 17,30 | Совјетски Савез | 31 : 9   | Јапан           |
| 28. јул | 12,00 | Јапан           | 15 : 14  | Канада          |
|         | 13,15 | Мађарска        | 20 : 15  | Румунија        |
|         | 14,00 | Источна Немачка | 11 : 14  | Совјетски Савез |

### Табела
| Пласман | Екипа           | У | П | Н | Г | ДГ | ПГ  | ГР  | Бодови |
| 1.      | Совјетски Савез | 5 | 5 | 0 | 0 | 92 | 40  | +52 | 10     |
| 2.      | Источна Немачка | 5 | 3 | 1 | 1 | 89 | 47  | +42 | 7      |
| 3.      | Мађарска        | 5 | 3 | 1 | 1 | 85 | 55  | +30 | 7      |
| 4.      | Румунија        | 5 | 2 | 0 | 3 | 73 | 83  | -10 | 4      |
| 5.      | Јапан           | 5 | 1 | 0 | 4 | 72 | 115 | -43 | 2      |
| 6.      | Канада          | 5 | 0 | 0 | 5 | 35 | 106 | -71 | 0      |

Легенда:
 У = утакмица, П = победа, Н = нерешено
Г = пораз, ДГ = дати голови, ПГ = примљени голови, ГР = гол-разлика

## Коначан пласман
| Злато  | Совјетски Савез |
| Сребро | Источна Немачка |
| Бронза | Мађарска        |
| 4.     | Румунија        |
| 5.     | Јапан           |
| 6.     | Канада          |

## Састави екипа победника
| 1. | Совјетски Савез | Наталија Тимошкина-Шерстјук, Зинаида Турчина, Галина Захарова, Рафига Шабанова, Људмила Шубина, Љубов Одинокова-Бережнаја, Људмила Панчук, Људмила Порадник-Бобрус, Марија Литошенко, Нина Лобова, Алдона Нененијене-Цесајтите, Татјана Глушченко, Лариса Карлова, Татјана Кочергина-Макарец |
| 2. | Источна Немачка | Ханелоре Цобер, Габријеле Бадорек, Евелин Мац, Росвита Краузе, Кристина Рост, Петра Улиг, Кристина Фос, Лијане Михаелис, Силвија Зифарт, Марион Тиц, Кристина Рихтер-Хохмут, Ева Паскуј, Валтрауд Кречмар, Ханелоре Бурош                                                                    |
| 3. | Мађарска        | Ева Анђал, Агота Бујдошо, Клара Чик-Хорват, Жужана Кези-Пете, Каталин Лаки-Тот Харшањи, Розалија Лелкеш-Томан, Марта Међери-Пачаи, Илона Нађ, Маријана Нађ, Ержебет Немет, Амалија Штербински, Борбала Тот Харшањи, Марија Вадас-Вања                                                        |